# Christoph Thole
Christoph Thole (* 1978 in Oldenburg) ist ein deutscher Jurist und Hochschullehrer an der Universität zu Köln.

## Leben
Thole begann im Wintersemester 1997/98 an der Universität Bayreuth ein Studium der Rechtswissenschaften, das er später an der Universität Münster fortsetzte. Dort legte er 2001 sein Erstes Juristisches Staatsexamen ab. In der Folge arbeitete er als wissenschaftlicher Mitarbeiter bei Gerhard Wagner, wo er 2003 promovierte. Sein Referendariat leistete er in Bonn ab, welches er im Mai 2005 mit dem Zweiten Examen beendete. Ebenfalls 2005 erwarb er den Titel Diplom-Kaufmann. Anschließend widmete sich Thole seiner Habilitation. Im Frühjahr 2007 war er visiting scholar an der University of Chicago Law School. Nach einem weiteren Auslandsaufenthalt an der University of Oxford im Februar 2008 schloss Thole im Mai 2009 an der Universität Bonn seine Habilitation ab. Damit erwarb er die venia legendi für die Fächer Bürgerliches Recht, Deutsches und Internationales Zivilverfahrensrecht und Unternehmensrecht.
Nach Lehrstuhlvertretungen 2009 und 2010 an den Universitäten Konstanz und München trat er zum Sommersemester 2010 seine erste eigene Professur an der Universität Tübingen an. Dort hatte er den Lehrstuhl für Bürgerliches Recht, Zivilprozessrecht, Europäisches Privatrecht sowie Internationales Privat- und Verfahrensrecht inne und erhielt im Jahr 2014 den Preis für gute Lehre. Rufe an die Universitäten Bayreuth, Halle-Wittenberg und Bonn lehnte er ab. Zum Wintersemester 2016/17 hat Thole einen Ruf der Universität zu Köln angenommen, wo er seitdem den Lehrstuhl für deutsches und ausländisches Zivilverfahrensrecht und Bürgerliches Recht innehat. Er ist Institutsdirektor des Instituts für Verfahrensrecht und Insolvenzrecht und des Instituts für Internationales und Europäisches Insolvenzrecht. 2018 war Thole einer der Gutachter bei der im Auftrag des Bundesministerium der Justiz und für Verbraucherschutz erfolgten Evaluierung des Gesetzes zur weiteren Erleichterung der Sanierung von Unternehmen (ESUG).
Tholes Forschungsschwerpunkte liegen insbesondere im Insolvenz- und Gesellschaftsrecht, im Zivilprozessrecht sowie im Haftungs- und Schadensrecht.

## Werke (Auswahl)
- Die Haftung des gerichtlichen Sachverständigen nach § 839a BGB - der Haftungstatbestand und seine Folgen. Carl Heymanns, Köln 2004, ISBN 3-452-25669-3 (Dissertation).
- Gläubigerschutz durch Insolvenzrecht – Anfechtung und verwandte Regelungsinstrumente in der Unternehmensinsolvenz. Mohr Siebeck, Tübingen 2010, ISBN 978-3-16-151085-4 (Habilitationsschrift).
- Uwe Diederichsen, Gerhard Wagner & Christoph Thole: Die Zwischenprüfung im Bürgerlichen Recht. 4. Auflage. C.H. Beck, München 2011, ISBN 978-3-406-49993-7.
- Gesellschaftsrechtliche Maßnahmen in der Insolvenz. 2. Auflage. RWS Verlag, Köln 2015, ISBN 978-3-8145-9016-5.